# Wahlstorf
Wahlstorf è un ex comune del Meclemburgo-Pomerania Anteriore, in Germania.

## Storia
A partire dal 1º gennaio 2014 diviene parte del nuovo comune di Gehlsbach, istituito tramite la fusione con Karbow-Vietlübbe.